# 藤枝駅

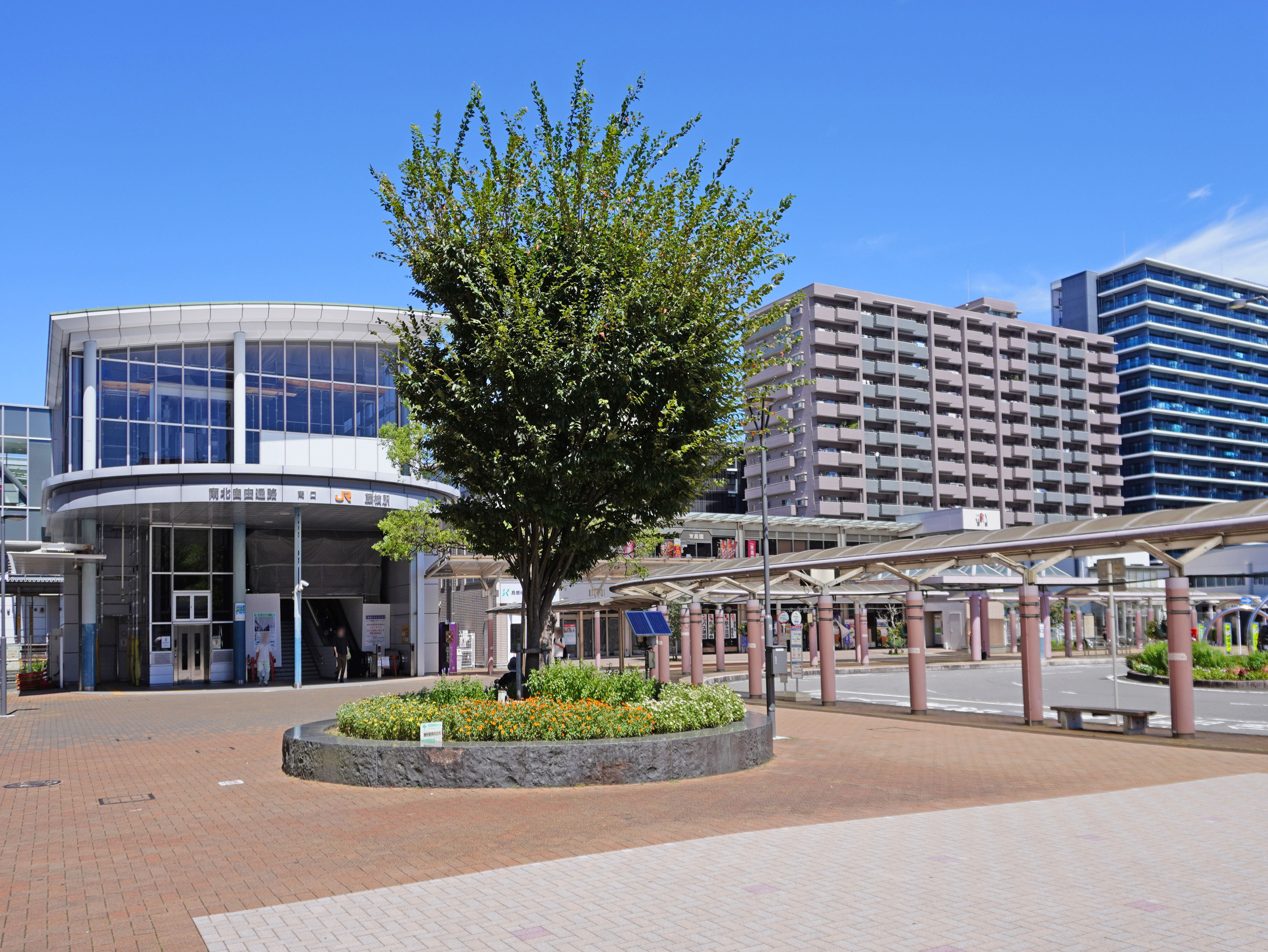
南口（2022年9月）

藤枝駅（ふじえだえき）は、静岡県藤枝市駅前一丁目にある、東海旅客鉄道（JR東海）東海道本線の駅である。駅番号はCA22。
運行形態の詳細は「東海道線 (静岡地区)」を参照。

## 歴史
- 1889年（明治22年）
  - 4月：官設鉄道（国鉄）新橋鉄道局建築課によって、レール分岐器及び油貯蔵庫の油庫が建てられる。
  - 4月16日：官設鉄道静岡 - 浜松間延伸時に同線の藤枝駅が開業[1]。所在地は、志太郡青島村となっていた。
  - 4月27日：当駅で用便のため下車した宮内省御料局長官の肥田浜五郎が走りはじめた列車に飛び乗ろうとして転落死。当時は列車にトイレはなく、初めてトイレが付いたのは同年5月10日[2]。
- 1895年（明治28年）4月1日：線路名称制定。東海道線（1909年に東海道本線に改称）の所属となる。
- 1913年（大正2年）11月16日：藤相鉄道（後の静岡鉄道）の藤枝新駅が開業。
- 1914年（大正3年）9月3日：藤相鉄道 藤枝新 - 大井川間が開業。
- 1919年（大正8年）8月：国鉄と駿遠線の乗り換えが不便だったため、藤枝新駅が国鉄藤枝駅の隣に移転。
- 1943年（昭和18年）4月：駅構内で出征兵士を見送る人々が列車に轢かれる[3][4]。
- 1956年（昭和31年）1月1日：藤枝新駅が新藤枝駅に改称。
- 1970年（昭和45年）8月1日：新藤枝駅廃止（静岡鉄道駿遠線廃止に伴う）。
- 1975年（昭和50年）7月20日：橋上駅舎化[5]。
- 1986年（昭和61年）
  - 3月19日：みどりの窓口（民営化後の「JR全線きっぷうりば」）を開設[6]。
  - 11月1日：車扱貨物・荷物の取扱を廃止[7]。
- 1987年（昭和62年）4月1日：国鉄分割民営化により、東海旅客鉄道（JR東海）の駅となる[1]。
- 1992年（平成4年）12月12日：自動改札機を導入[7]。
- 2004年（平成16年）4月21日：市制50周年記念事業としての藤枝駅南北自由通路整備事業が始まり、起工式が行われる[7]。
- 2005年（平成17年）8月2日：南北自由通路が先行開業[7]。
- 2006年（平成18年）
  - 9月：橋上駅舎・南北自由通路落成[7]。
  - 12月：改修された駅舎北口供用開始[8]。
- 2007年（平成19年）
  - 1月：改築工事完了。
  - 油庫の屋根瓦が葺き替えられる[9]。
- 2008年（平成20年）3月1日：TOICAのサービス開始。

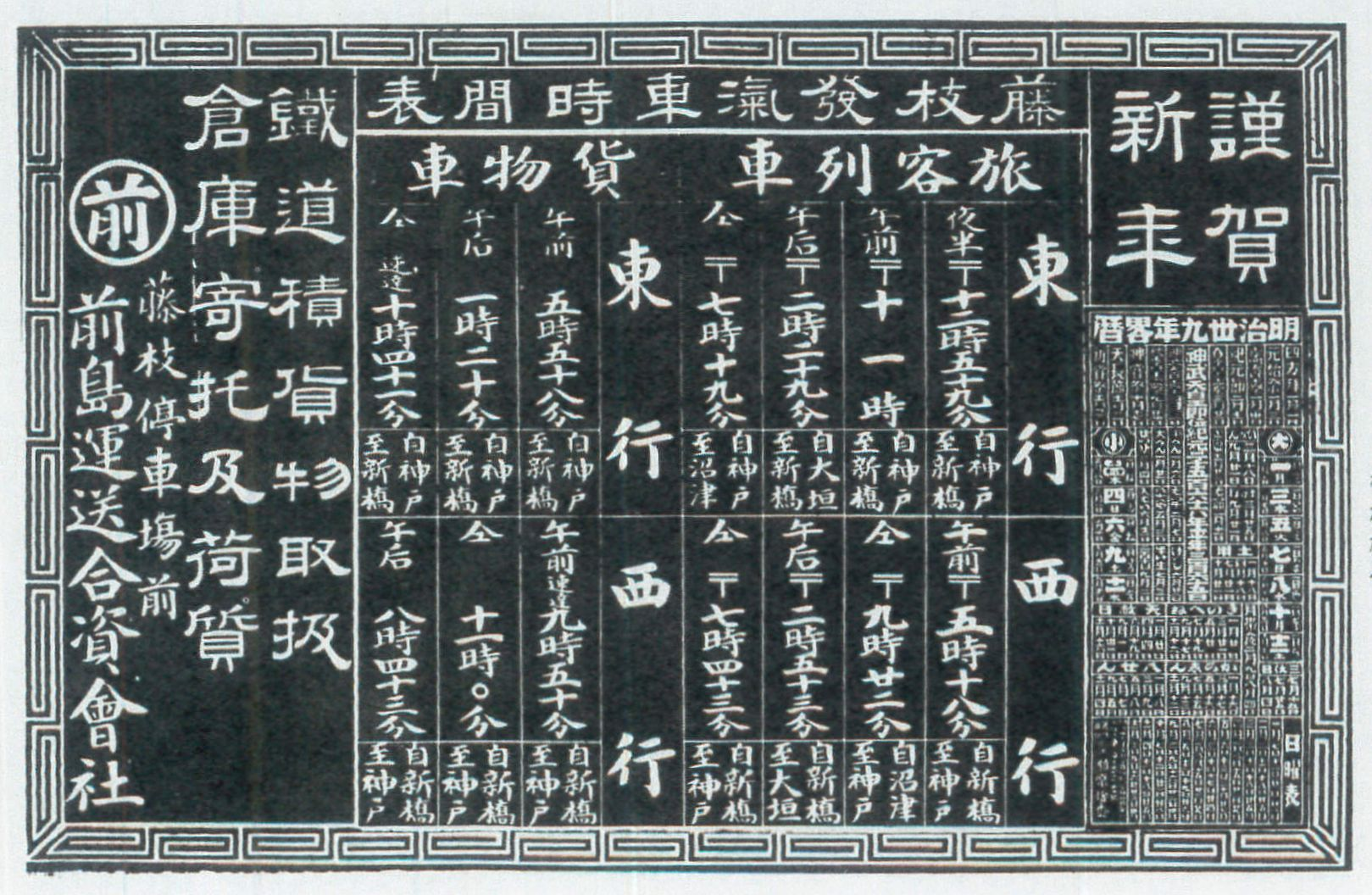
明治39年頃の藤枝停車場の汽車時間表
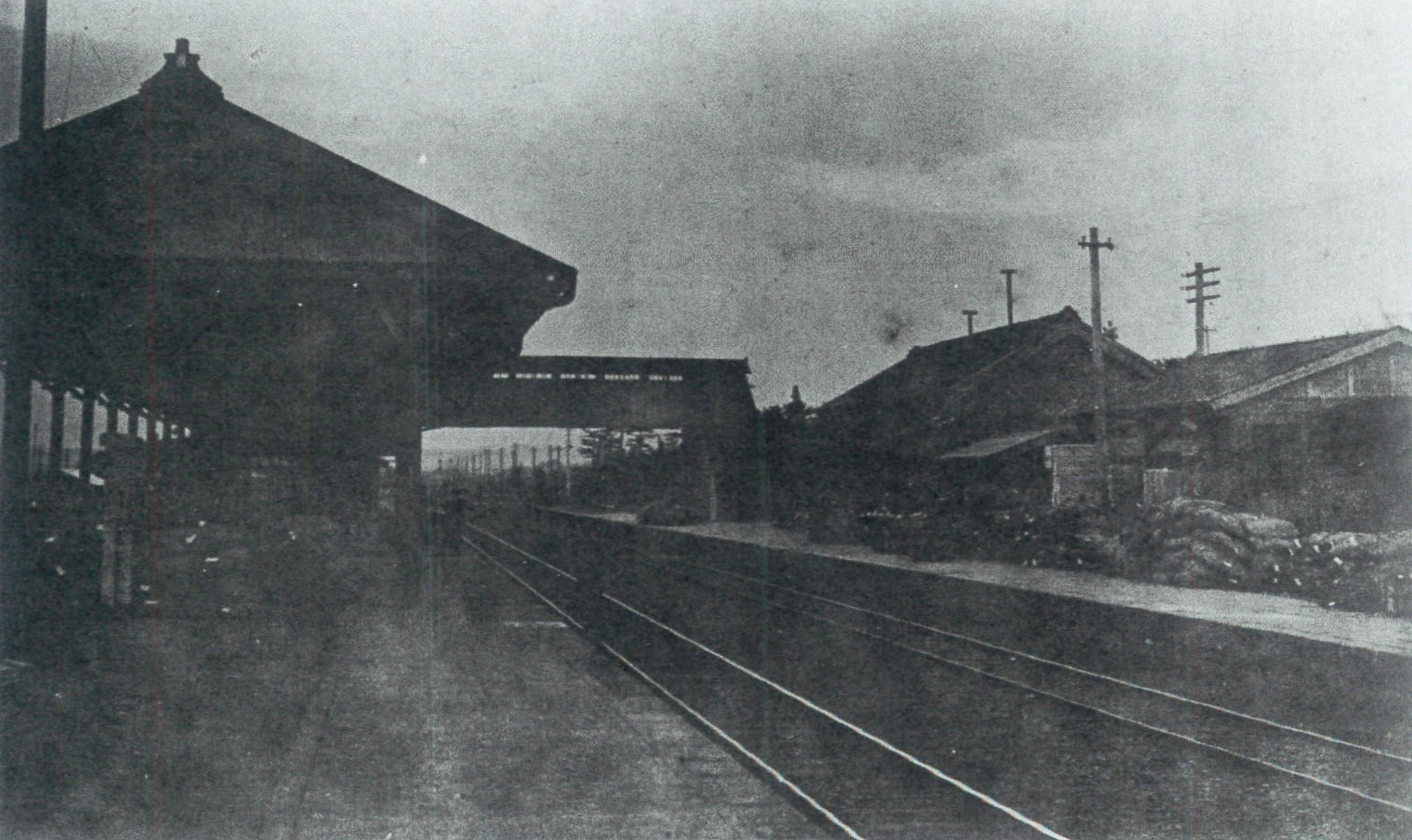
大正時代の藤枝駅ホーム
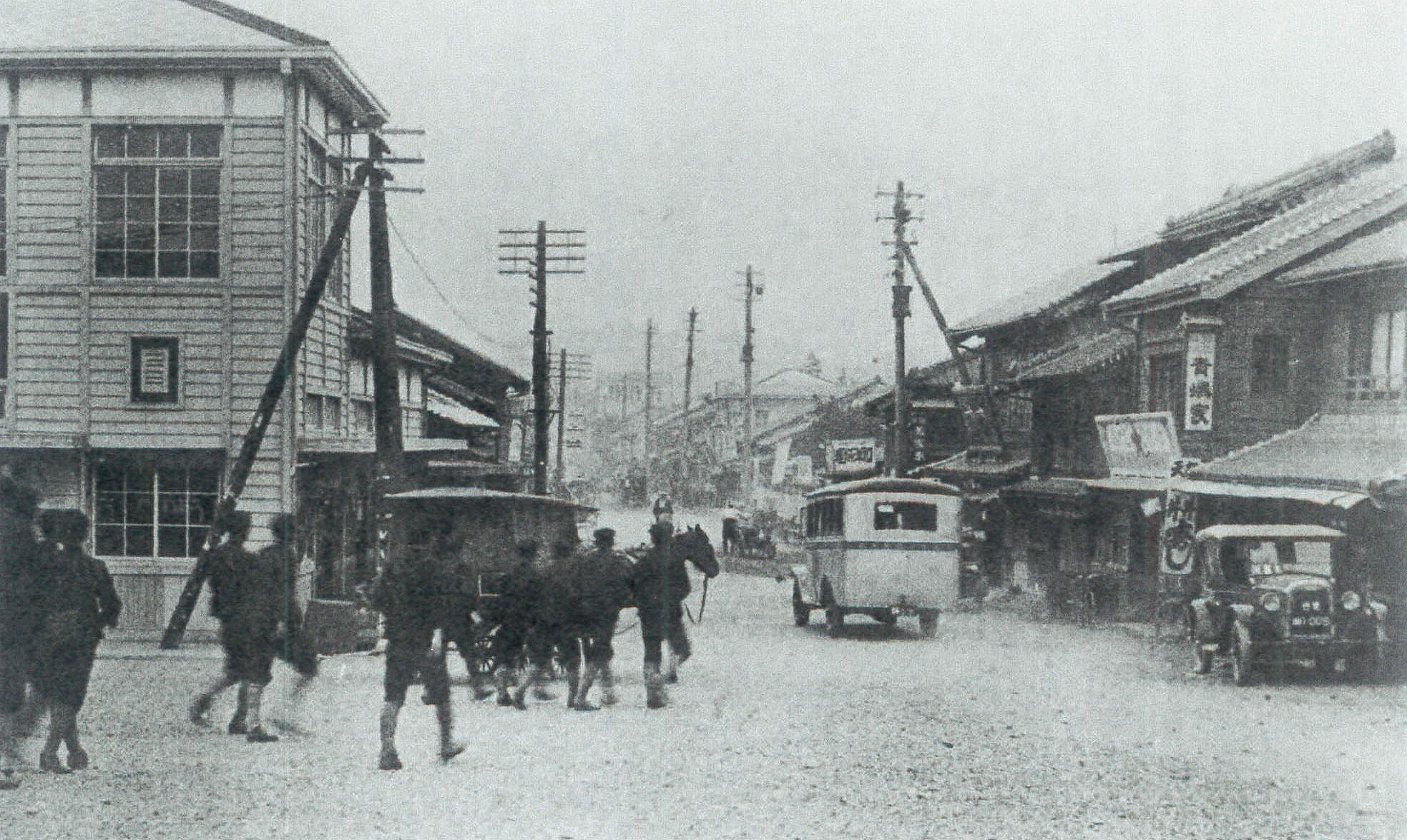
昭和初年の藤枝駅広場
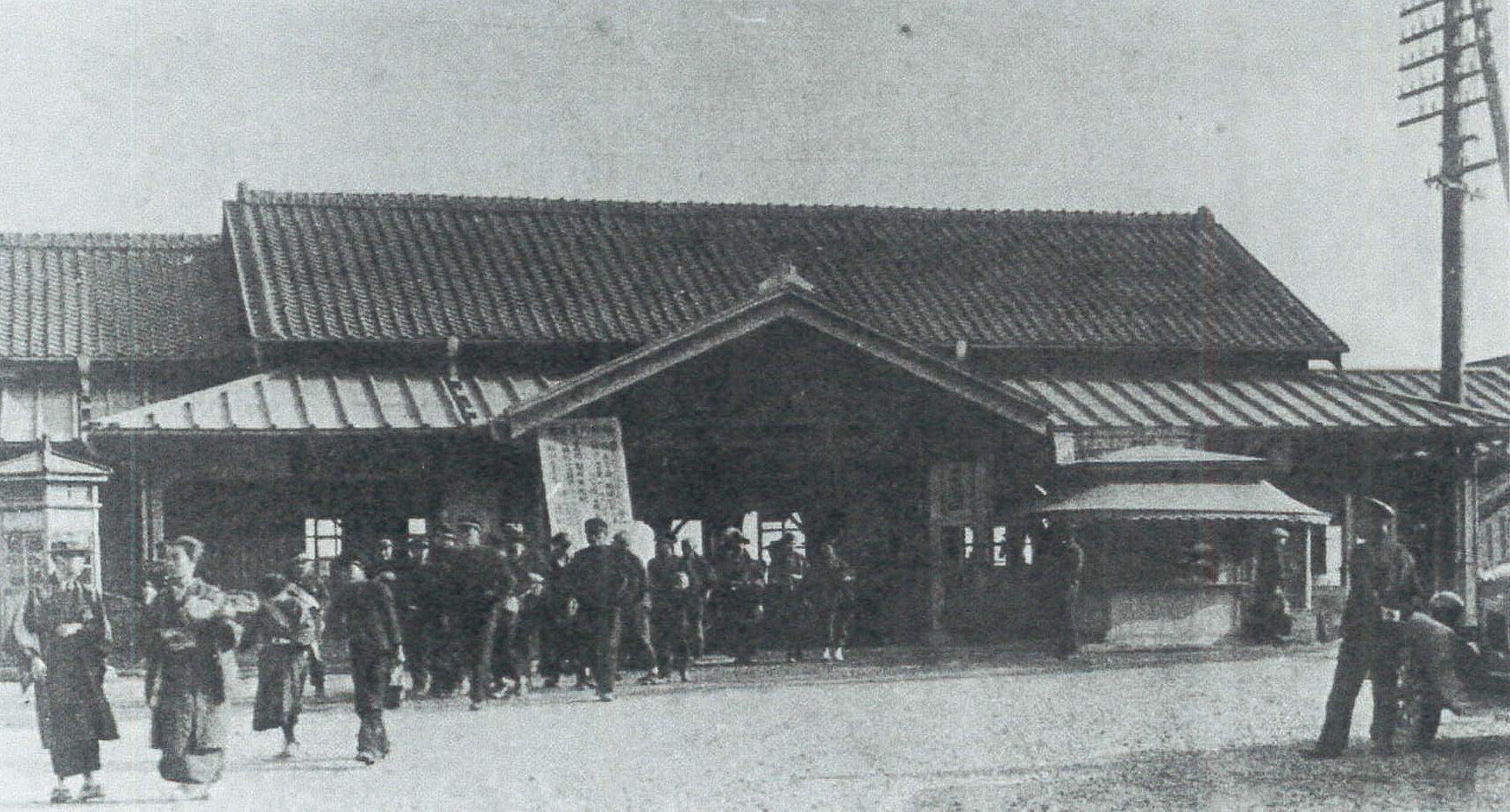
昭和10年頃の藤枝駅

## 駅構造
単式ホーム1面1線と島式ホーム1面2線、合計2面3線のホームを有する地上駅。1番線が副本線、2・3番線が本線となっており、1番線は一部の上り普通列車がホームライナーを待避するために使用していたが、2020年3月14日のダイヤ改正から使用されなくなった。この他、数本の側線を持つ。駅の南北を結ぶ橋上駅舎を備える。
駅長・駅員配置駅（直営駅）である。管理駅として、六合駅を管理している。駅舎内部にはJR全線きっぷうりばが設置されている。また、1番線ホームに設置されているレンガ造りの油庫（ランプ小屋・危険品庫）は、貴重なフランドル積みの建造物である（原駅 のそれも同様のフランドル積みである）。

### のりば
| 番線 | 路線          | 方向 | 行先           | 備考              |
| ---- | ------------- | ---- | -------------- | ----------------- |
| 1・2 | CA 東海道本線 | 上り | 静岡・沼津方面 | 1番線は予備ホーム |
| 3    | CA 東海道本線 | 下り | 浜松・豊橋方面 |                   |

（出典：JR東海:駅構内図）
南北自由通路整備と橋上駅舎改築により、完全バリアフリー化された。工事により、南北自由通路（パープルロード）に、エレベーター2基、エスカレーター4基、公衆トイレ（身体障害者対応トイレ）2か所、音声誘導システム、休憩コーナー1か所が整備された。また、橋上駅舎内にはエレベーター1基、エスカレーター2基、トイレ（身体障害者対応トイレ）が1か所整備された。

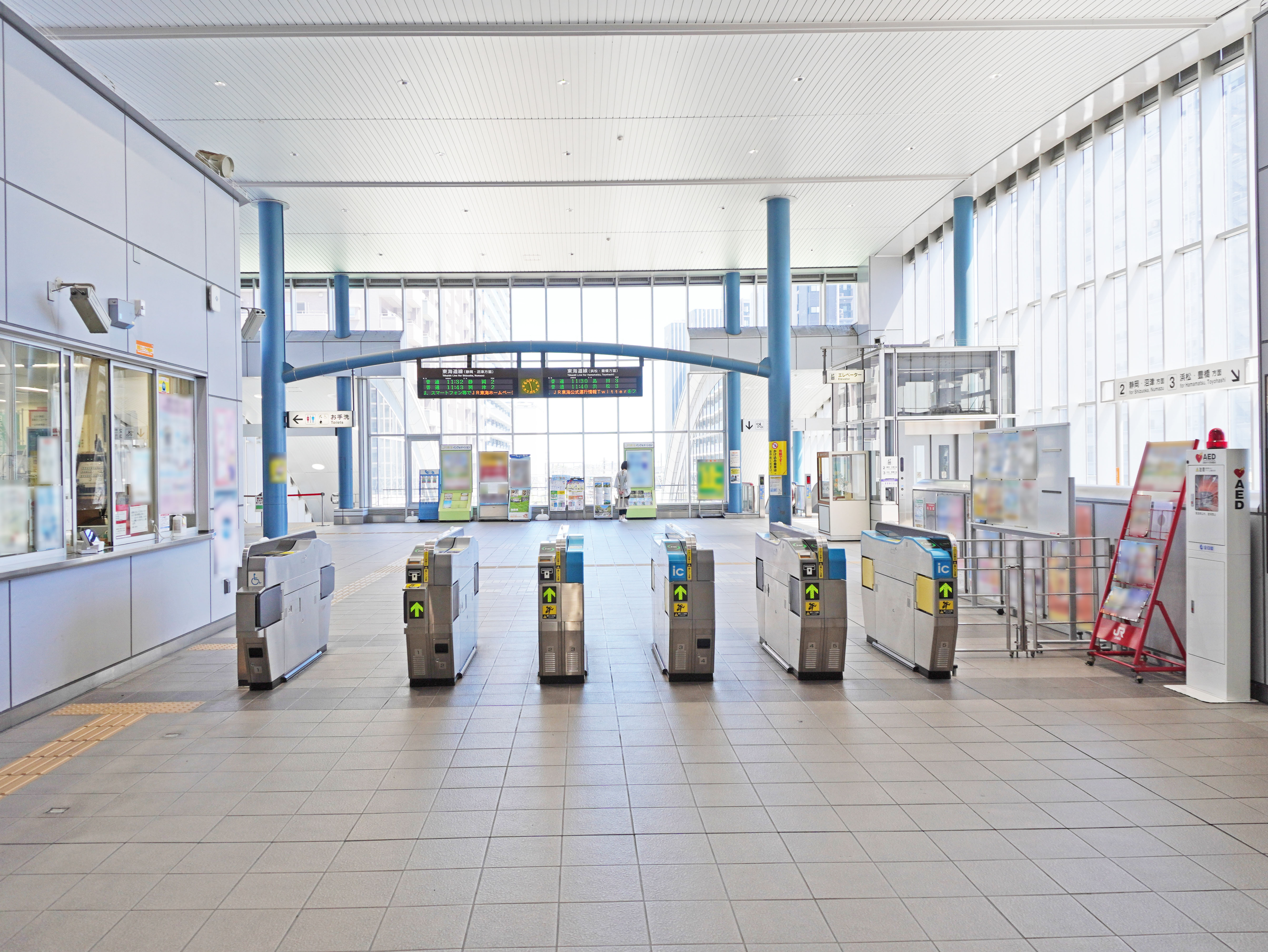
改札口（2022年9月）
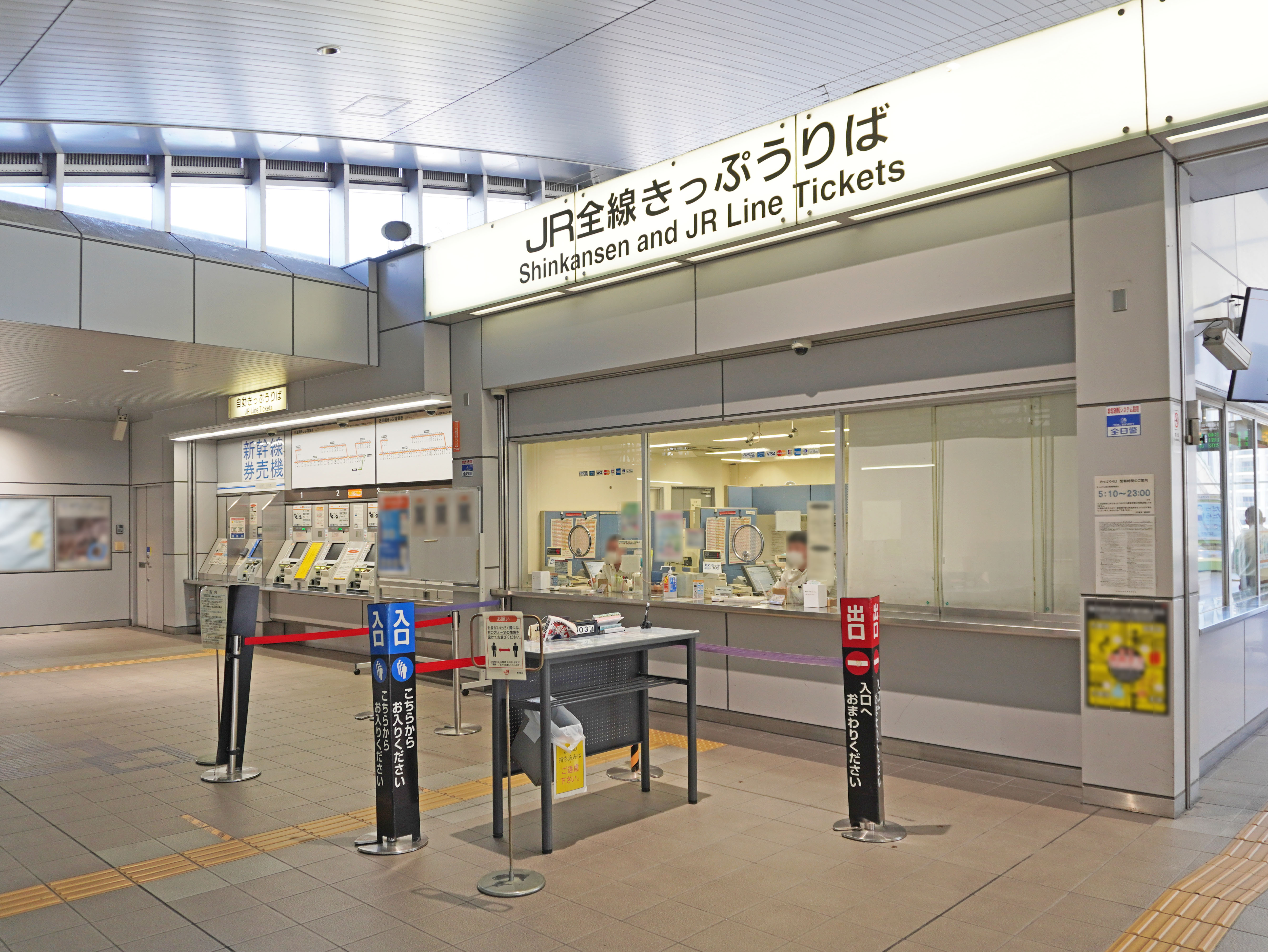
切符売り場（2022年9月）
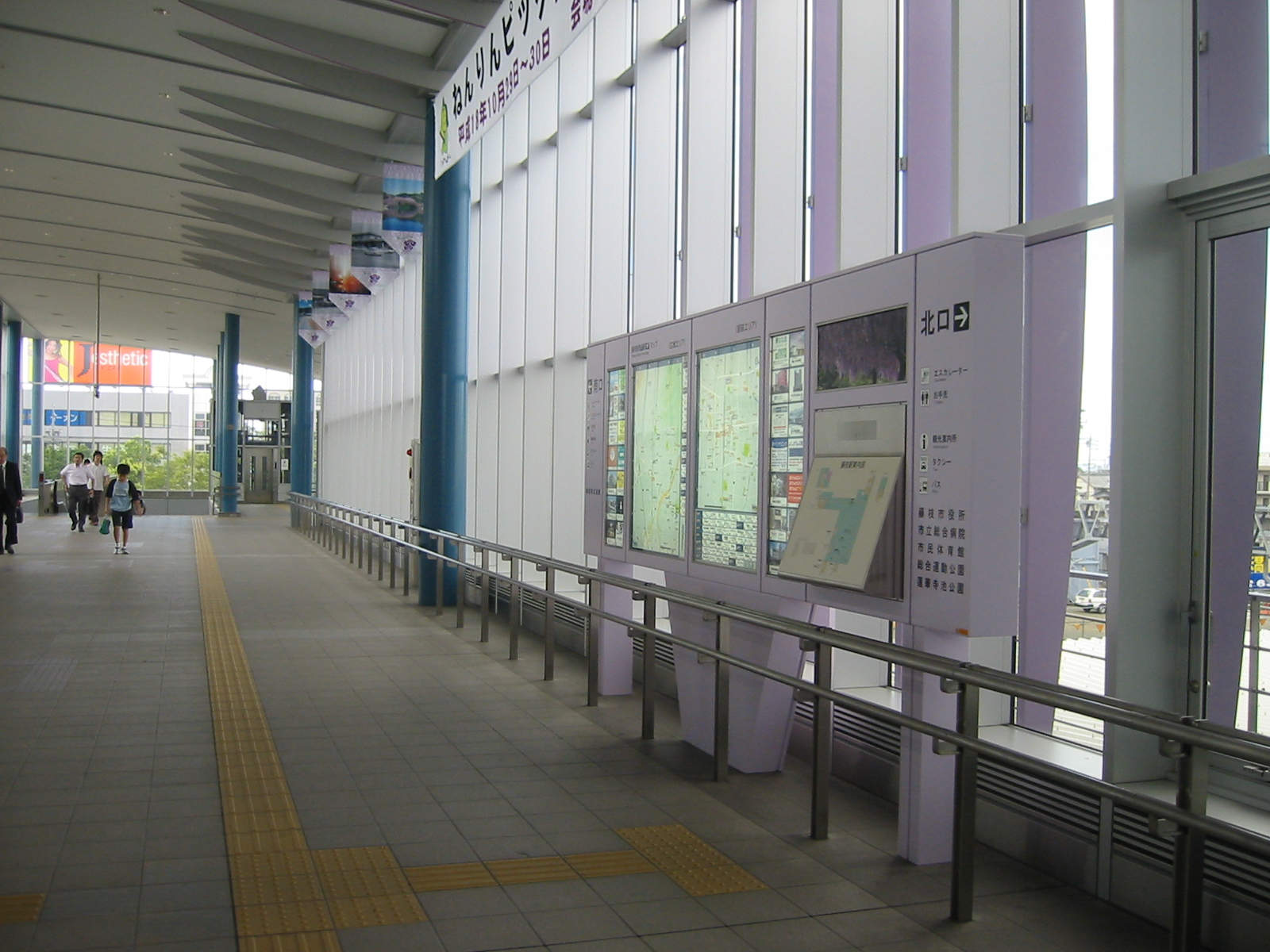
南北自由通路（パープルロード）（2006年8月）
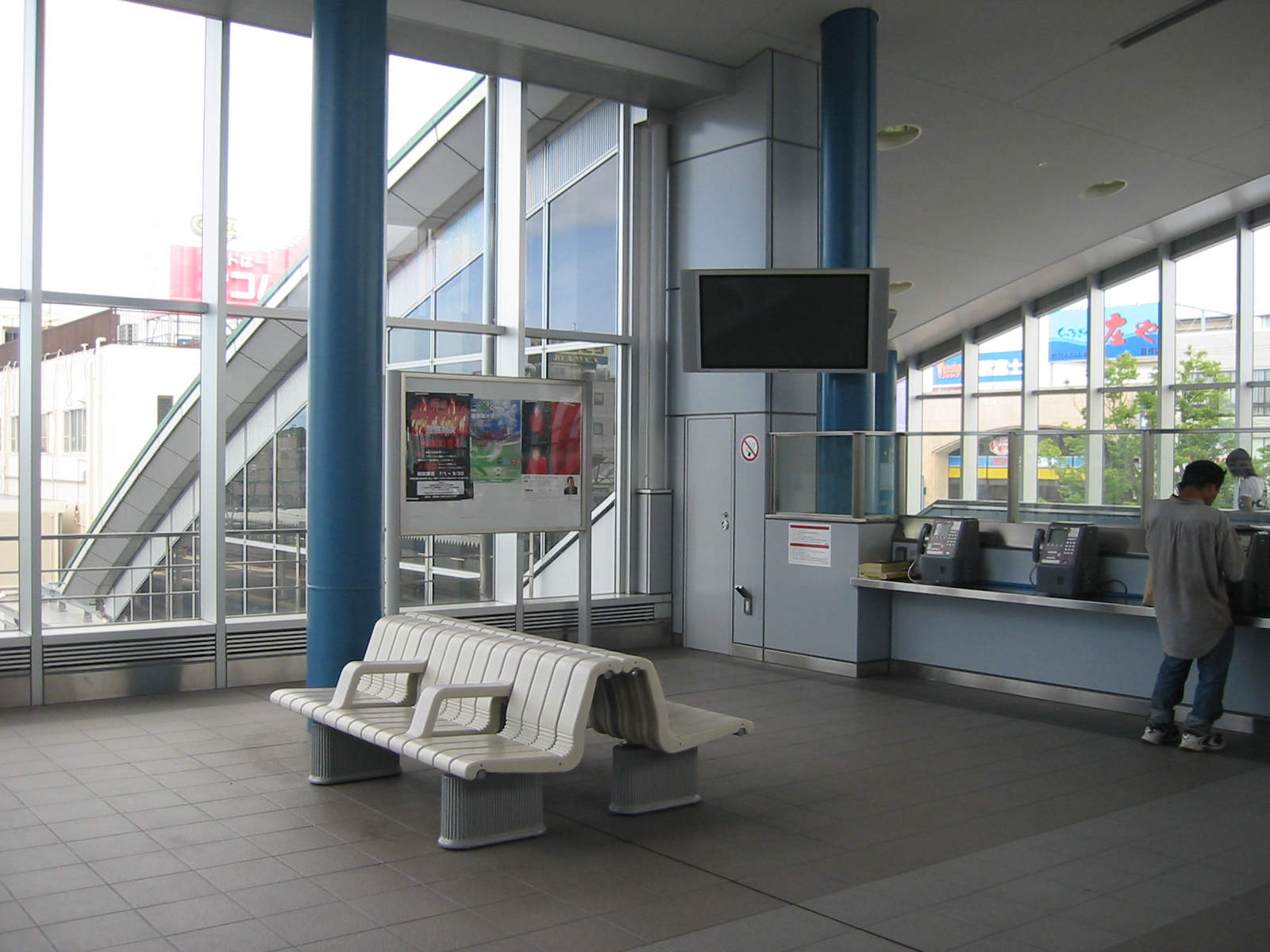
休憩コーナー（2006年8月）
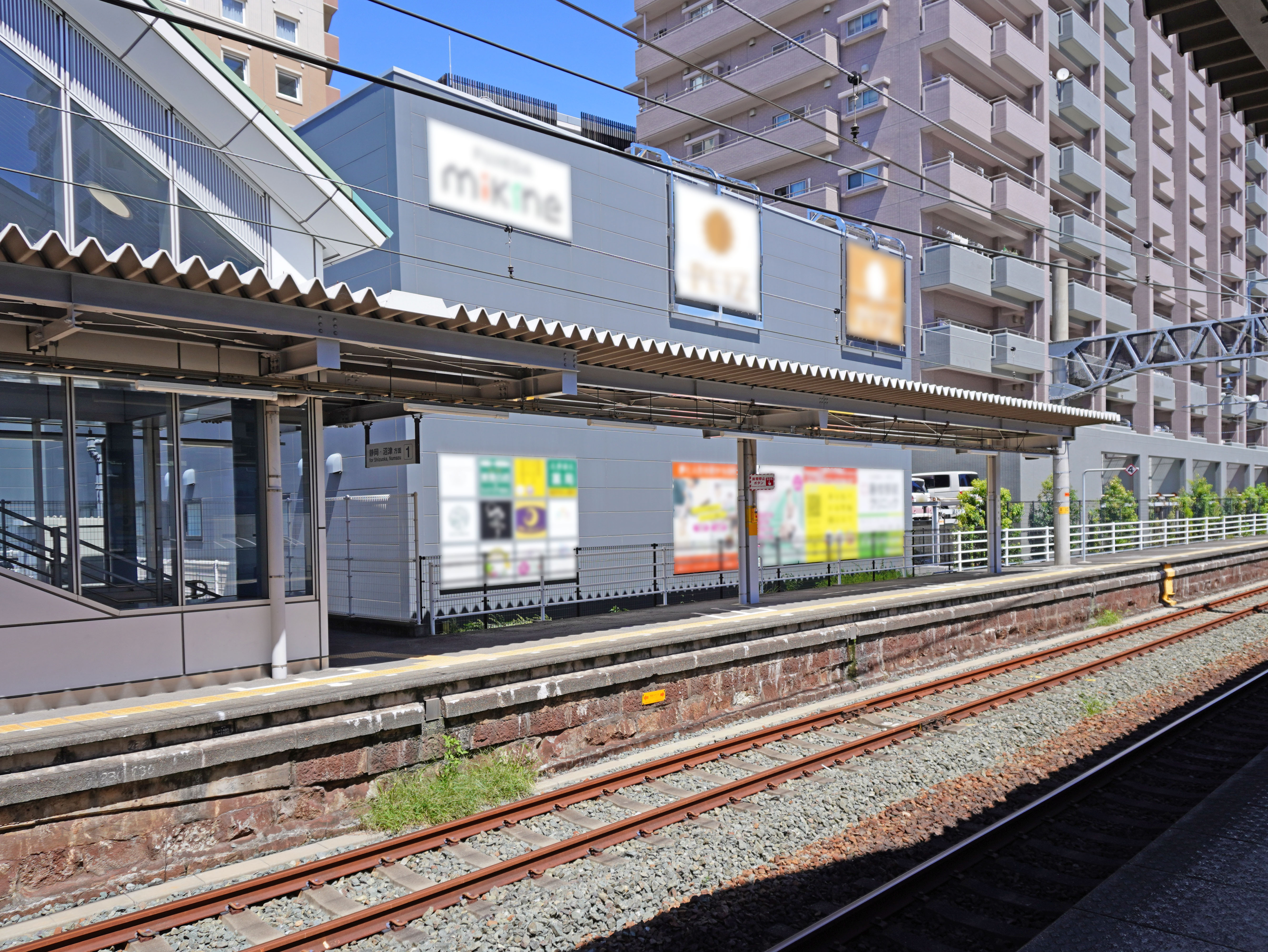
1番線ホーム（2022年9月）
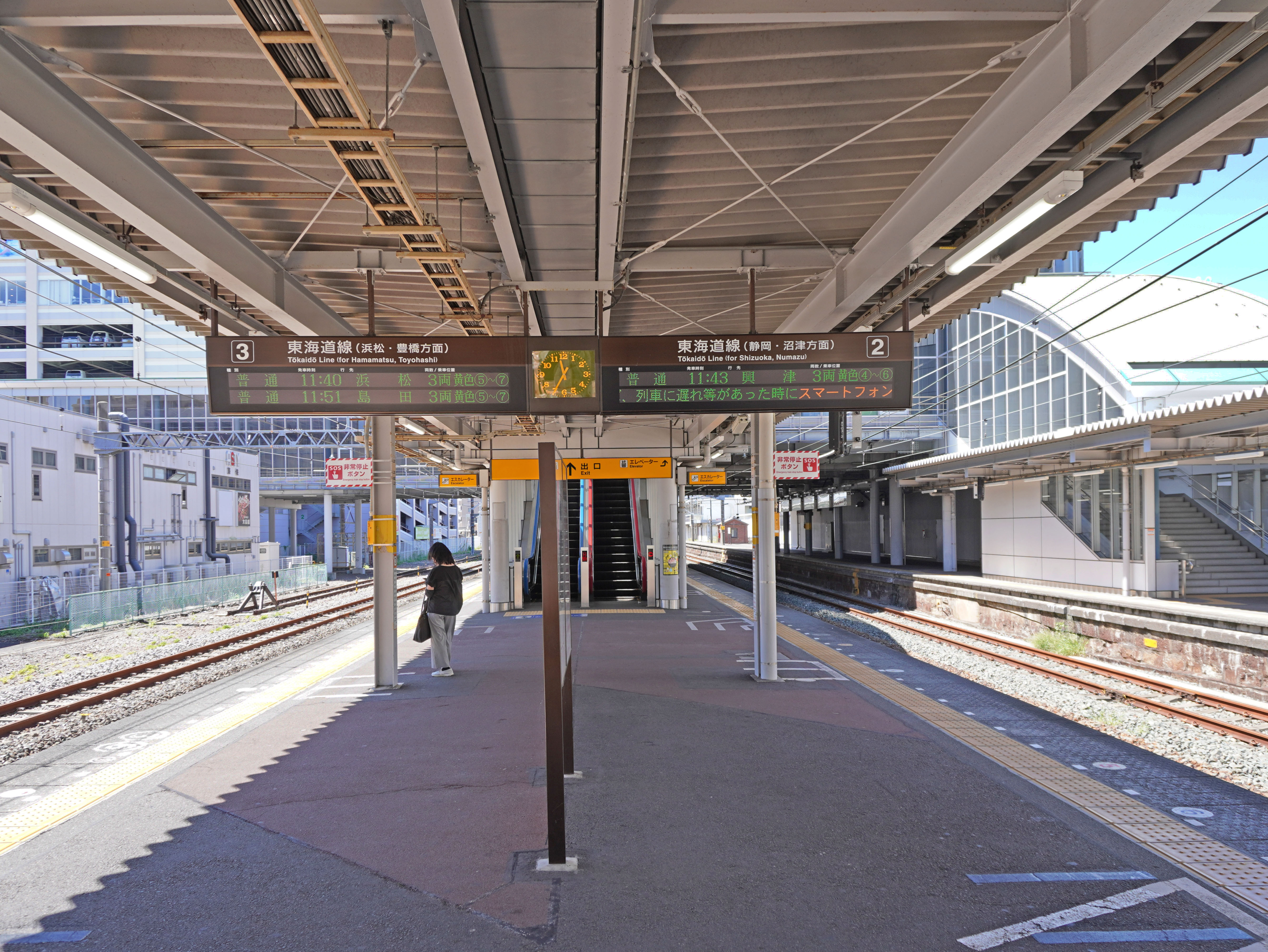
2・3番線ホーム（2022年9月）
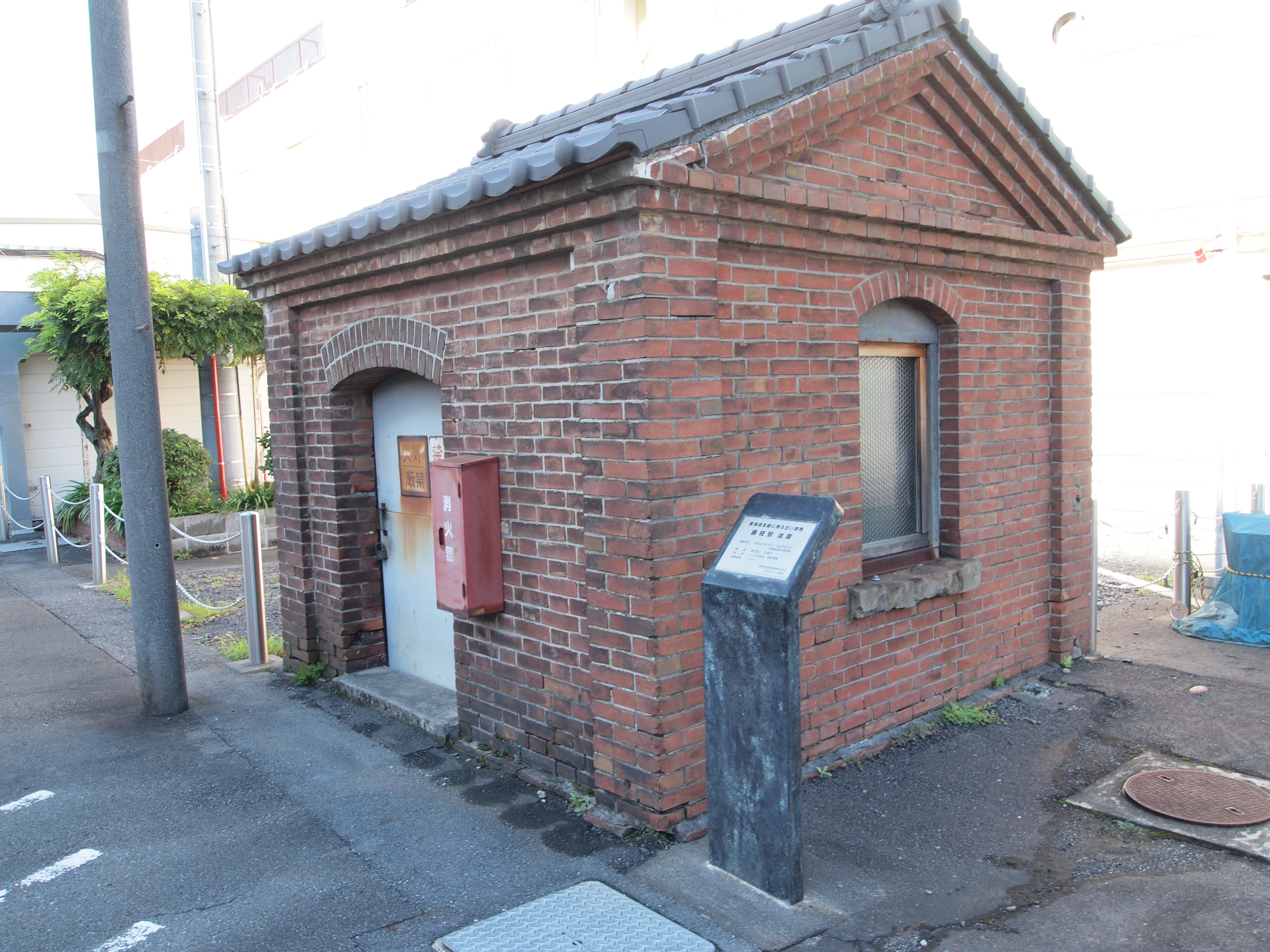
油庫（2011年11月）

## 利用状況
JR東海の移動等円滑化取組報告書によると、2023年度（令和5年度）の1日平均乗降客数は20,395人である。
1993年度（平成5年度）以降の推移は以下のとおりである。
| 乗車人員推移       | 乗車人員推移     | 乗車人員推移 |
| 年度               | 1日平均 乗車人員 | 出典         |
| ------------------ | ---------------- | ------------ |
| 1993年（平成05年） | 15,598           | [ 16 ]       |
| 1994年（平成06年） | 14,786           | [ 16 ]       |
| 1995年（平成07年） | 14,565           | [ 16 ]       |
| 1996年（平成08年） | 14,842           | [ 16 ]       |
| 1997年（平成09年） | 14,273           | [ 16 ]       |
| 1998年（平成10年） | 13,845           | [ 16 ]       |
| 1999年（平成11年） | 13,329           | [ 16 ]       |
| 2000年（平成12年） | 13,171           | [ 16 ]       |
| 2001年（平成13年） | 13,121           | [ 16 ]       |
| 2002年（平成14年） | 12,668           | [ 16 ]       |
| 2003年（平成15年） | 12,351           | [ 16 ]       |
| 2004年（平成16年） | 12,195           | [ 16 ]       |
| 2005年（平成17年） | 12,120           | [ 16 ]       |
| 2006年（平成18年） | 11,939           | [ 16 ]       |
| 2007年（平成19年） | 11,775           | [ 16 ]       |
| 2008年（平成20年） | 11,643           | [ 16 ]       |
| 2009年（平成21年） | 11,405           | [ 16 ]       |
| 2010年（平成22年） | 11,470           | [ 16 ]       |
| 2011年（平成23年） | 11,336           | [ 16 ]       |
| 2012年（平成24年） | 11,443           | [ 16 ]       |
| 2013年（平成25年） | 11,708           | [ 16 ]       |
| 2014年（平成26年） | 11,414           | [ 16 ]       |
| 2015年（平成27年） | 11,502           | [ 16 ]       |
| 2016年（平成28年） | 11,404           | [ 16 ]       |
| 2017年（平成29年） | 11,362           | [ 16 ]       |
| 2018年（平成30年） | 11,469           | [ 16 ]       |
| 2019年（令和元年） | 11,311           | [ 16 ]       |
| 2020年（令和02年） | 8,517            | [ 16 ]       |
| 2021年（令和03年） | 8,815            | [ 16 ]       |

## 駅周辺
藤枝宿とは北東に約3km離れている。

### 北口

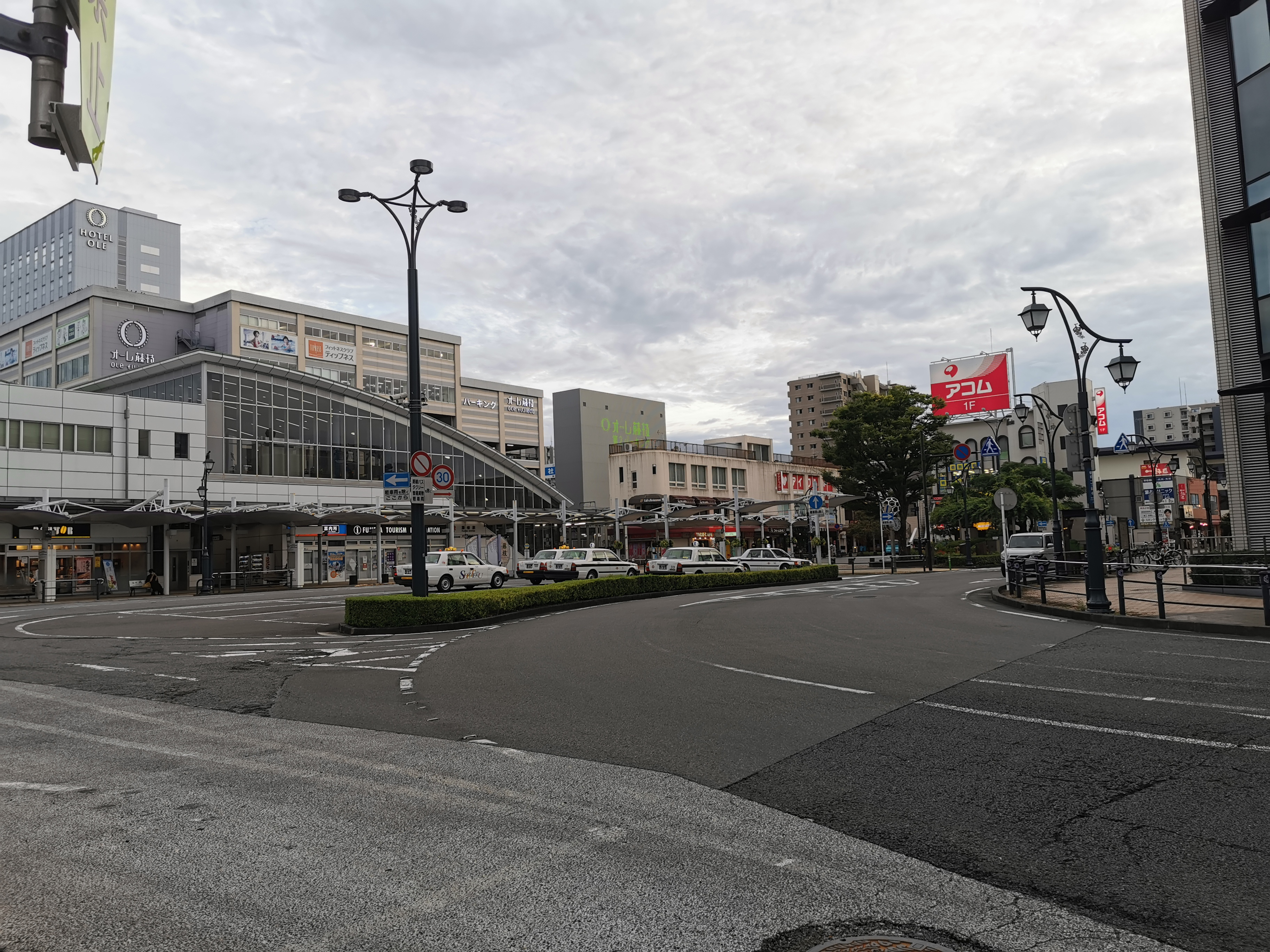
北口駅前ロータリー

- 藤枝市文化センター
- 藤枝市営駐車場
- 東横イン藤枝駅北口
- 藤枝市役所

### 南口
- オーレ藤枝
- ホテルオーレ
- アスティ藤枝
- BiVi藤枝
- 静岡県武道館
- 藤枝順心中学校・高等学校・順心高等学校附属幼稚園

## バス路線

### 北口
「藤枝駅前」停留所にて、しずてつジャストラインが運行する路線バスが発着する。
1番乗り場
- 藤枝吉永線・駿河台線：藤枝市立総合病院

2番乗り場
- 中部国道線：岡部営業所南 / 静岡駅・新静岡バスターミナル
- 葉梨線：西北小学校・西北

3番乗り場
- 志太温泉線：瀬古・清水山・市役所方面
- 藤枝吉永線：飯渕

### 南口
「藤枝駅南口」停留所にて、以下の路線バスが発着する。
5番乗り場
- しずてつジャストライン
  - 藤枝相良線：相良営業所

6番乗り場
- 藤枝市自主運行バス
  - 藤枝駅善左衛門線・駅南循環大洲小学校線
- 藤枝市富士山静岡空港アクセスバス：富士山静岡空港

高速バス
- しずてつジャストライン・東急トランセ
  - 相良渋谷線：東京渋谷
- しずてつジャストライン
  - 藤枝・焼津・静岡～「東京ディズニーリゾート®」線：横浜駅（YCAT）・東京ディズニーランド・東京ディズニーシー

## 南口開発
藤枝市は「藤枝駅周辺にぎわい再生拠点施設整備事業」の一環として、市の所有する駅前南口の土地の開発計画についてコンペを行い、2006年に有限会社新日邦を事業者に選定した。その後第1期事業と第2期事業に分けて再開発事業が行われた。なお正式なプロジェクト名は「藤枝駅南口西地区ABC街区開発事業」である。
第1期事業(A街区)として複合商業施設オーレ藤枝が2010年に開業した。施設は地上9階建でコンビニや飲食店などの商業施設に加え445台を収容する自走式駐車場からなる。またビルの壁面には大規模なLEDビジョン「オーレビジョン」が設置された。第2期事業(B街区)としてはホテルオーレが整備され、2016年に開業した。地下1階・地上14階建で、ホテル館内にはレストランやサロンといった複数の商業施設が設けられている。
オーレ藤枝・ホテルオーレともに施工は安藤ハザマ、設計・監理は松田平田設計がそれぞれ担当した。

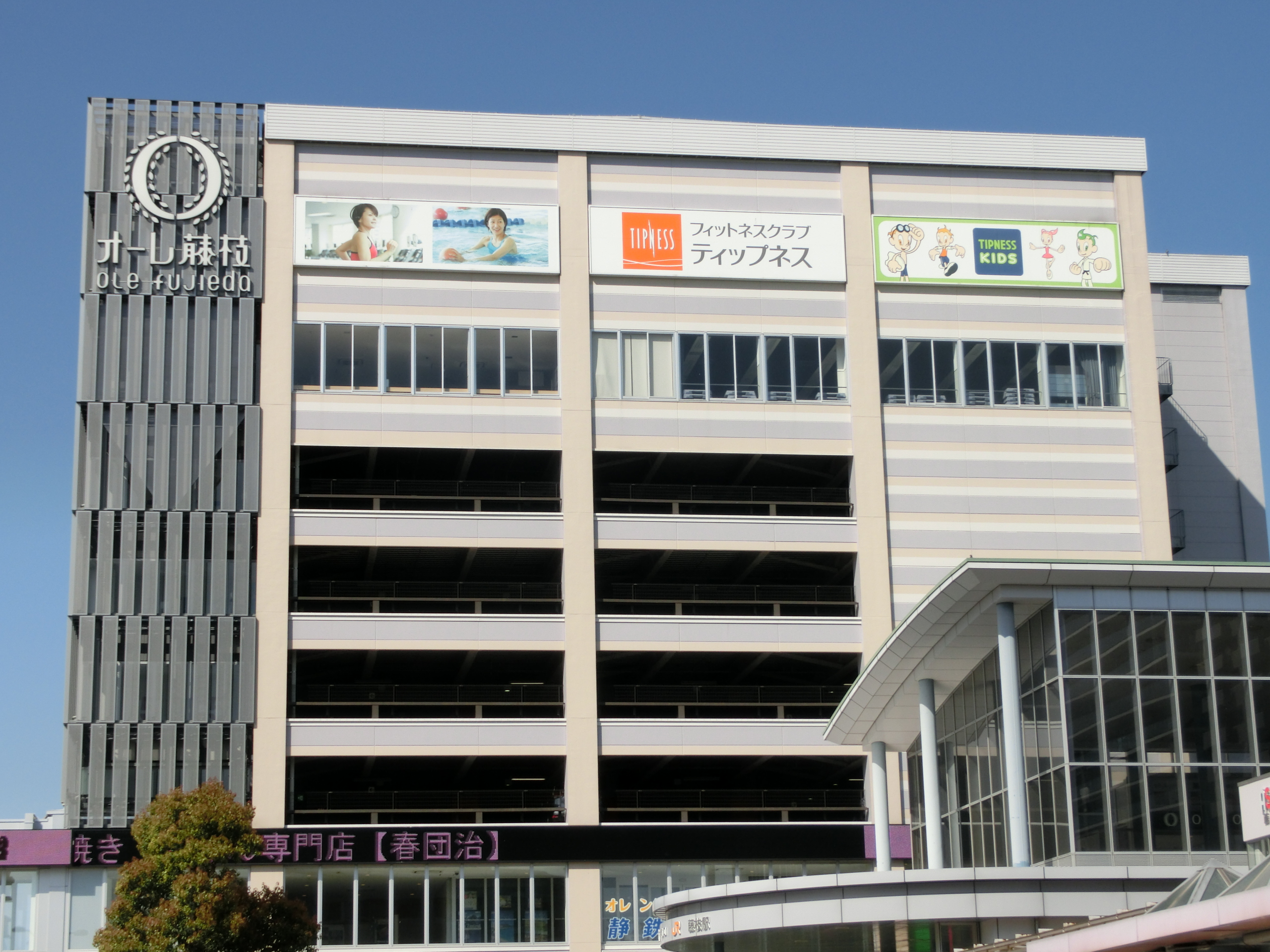
オーレ藤枝
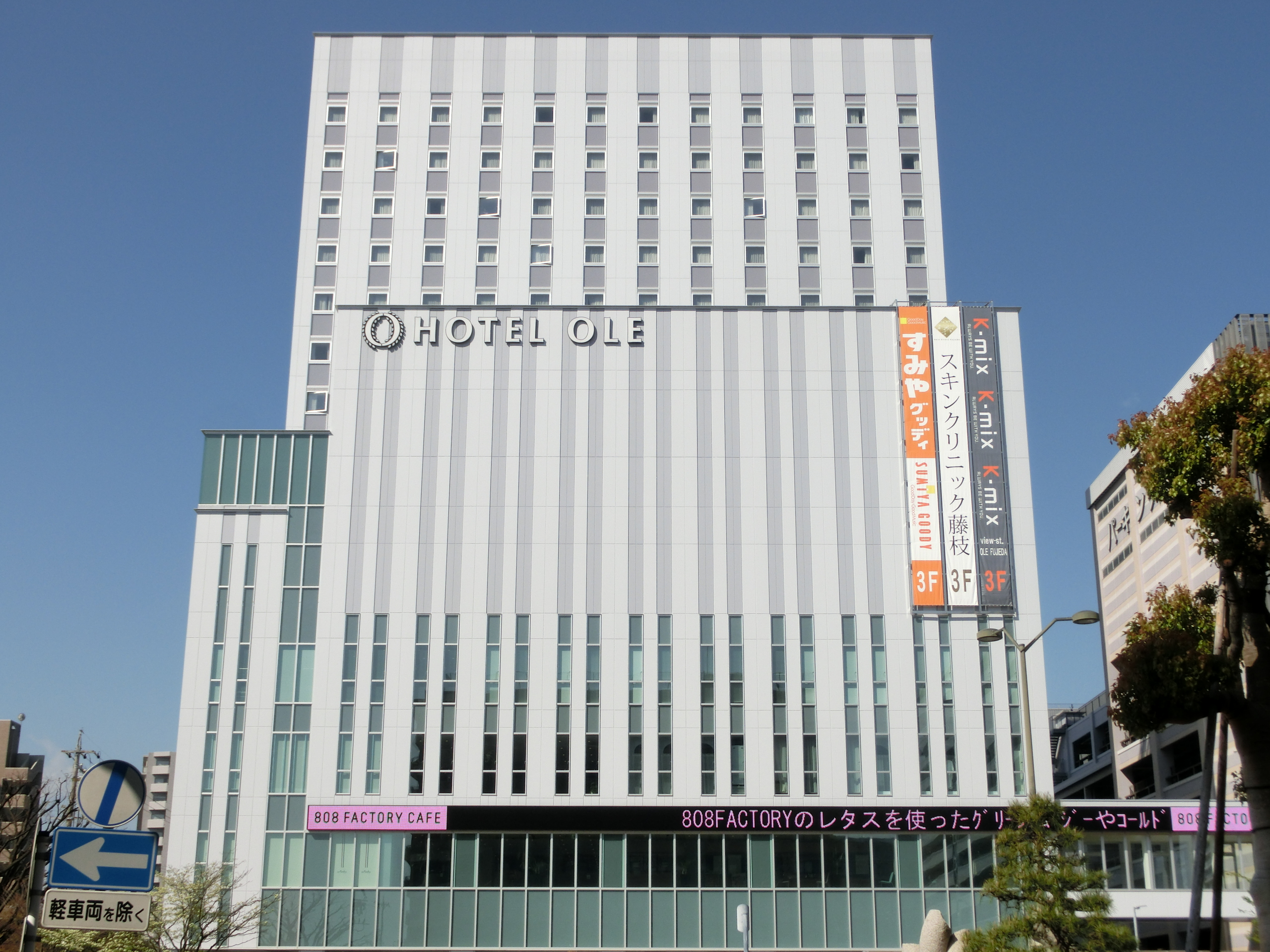
ホテルオーレ

## 隣の駅
※「ホームライナー静岡」「ホームライナー浜松」の隣の停車駅は東海道線 (静岡地区)を参照のこと。
東海旅客鉄道（JR東海）
CA 東海道本線
西焼津駅 (CA21) - 藤枝駅 (CA22) - 六合駅 (CA23)